# Obrovac Sinjski
 Obrovac Sinjski je naselje koje se nalazi oko 4 kilometra od grada Sinja.

## Zemljopisni položaj
Naselje Obrovac Sinjski se nalazi na lijevoj obali rijeke Cetine uz sjeveroistočni rub Hrvatačkog polja u blizini naselja Bajagić, Gala i Glavice. U zaselku Han nalazi se most na rijeci Cetini koji je jedina prometna poveznica naselja s obližnjim gradom Sinjem. Taj most je drugi po redu nizvodno od brane Peruća. Preko mosta prolazi državna cesta D219 dužine 17,8 kilometara, koja spaja granicu Bosne i Hercegovine Vaganj s državnom cestom D1 u gradu Sinju.

## Stanovništvo
| broj stanovnika | 439   | 527   | 585   | 691   | 756   | 819   | 913   | 993   | 1015  | 1060  | 1041  | 978   | 987   | 991   | 913   | 804   | 794   |
|                 | 1857. | 1869. | 1880. | 1890. | 1900. | 1910. | 1921. | 1931. | 1948. | 1953. | 1961. | 1971. | 1981. | 1991. | 2001. | 2011. | 2021. |

## Povijest
U NOB-u tijekom Drugog svjetskog rata sudjelovalo je 117 stanovnika.

## Obrazovanje
U Obrovcu Sinjskom se nalazi osmoljetna škola koju pohađaju stanovnici Bajagića,Gale,Gljeva i samog Obrovca zvana Osnovna škola Ivana Mažuranića Obrovac Sinjski-Han.